# 蔡辰男
蔡辰男（1940年5月5日—），臺灣苗栗縣竹南鎮人，國泰集團創始人蔡萬春之長子。知名企業家，熱愛藝術，其中包括美术、音乐，也是位美食家、藝術品收藏家。其妻為蔡陳保枝。

## 生平
國立中興大學法商學院（今國立臺北大學）經濟學系畢業，留學美国纽约大学商业管理研究所，曾任中華學術院企业管理研究所所长。1979年國泰集團分家後，蔡辰男與其弟蔡辰洲負責國泰信託集團，曾經成為台灣首富。1985年的十信風暴，使得蔡辰男瀕臨破產邊緣，背負上150億元新台幣的債務。
蔡辰男把來來飯店（今喜來登飯店）經營權轉讓給張秀政，來來百貨公司則轉給了豐群集團。十年後蔡辰男能够东山再起，一般認為是蔡氏家族仍拥有庞大的不动产作為担保。蔡辰男自己也承認有“土地一大堆”。
蔡辰男近年在中國大陸地區發展，由上海的蔡家食譜餐廳開始，發展至東北大連地區。

## 產業
蔡家食谱为餐饮集團，2002年起于上海，于大连、杭州、无锡等地成功创设多家分店后，2005年金秋12月落户苏州园区美丽的金鸡湖畔。2008年在上海五角场创智天地开设旗舰店。

### 餐飲
- 海峽會
- 十味觀食品

### 建設
- 悅龍建設
- 福安開發
- 來來開發建設
- 香格里拉建設

## 書籍
- 《蔡辰男的美味人生：細說海峽會經典聚珍》 ，食為天文創有限公司 ，2015年6月30日, ISBN 9789869171649。

## 外部連結
- 海峽會（页面存档备份，存于）
- 十味觀（页面存档备份，存于）
- 十味觀的Facebook專頁
- 十味觀的Instagram帳戶